# Pärlhyacint
Pärlhyacint (Muscari botryoides) är en växtart i familjen sparrisväxter som blommar på våren med små blå, klockformade blommor i en klase överst på blomstjälken.

## Sorter
- 'Album'  (känd redan 1596) - rent vita blommor som sitter tätt på en 10-20 cm hög blomstjälk.
- 'Carneum' (känd sedan 1594) - har rosa blommor på en rosa stjälk.

### Webblänkar
- ”Database geregistreerde cultivars”. Koninklijke Algemeene Vereeniging voor Bloembollencultuur. 2006-. Arkiverad från originalet den 4 juli 2009. https://web.archive.org/web/20090704154309/http://kavb.back2p.soft-orange.com/kavb/kavbSG.nsf/plants-registered?OpenView&Count=18. Läst 2009 Juli 28.

- Den virtuella floran
- Wikimedia Commons har media som rör Pärlhyacint.